# ذا إكس فاكتور (بريطانيا)
ذا إكس فاكتور هي مسابقة موسيقية تلفزيونية بريطانية أنشئت لاكتشاف المواهب الغنائية الشابة من قبل سيمون كويل، بدأ العرض في عام 2004 ومنذ ذلك الحين يتم بثه سنويا من أغسطس / سبتمبر حتى ديسمبر.

## روابط خارجية
- اكس فاكتور على موقع IMDb (الإنجليزية)
- اكس فاكتور على موقع ميتاكريتيك (الإنجليزية)
- اكس فاكتور على موقع الموسوعة البريطانية (الإنجليزية)
- اكس فاكتور على موقع كينوبويسك (الروسية)
- اكس فاكتور على موقع قاعدة بيانات الفيلم (الإنجليزية)